# گیوتین

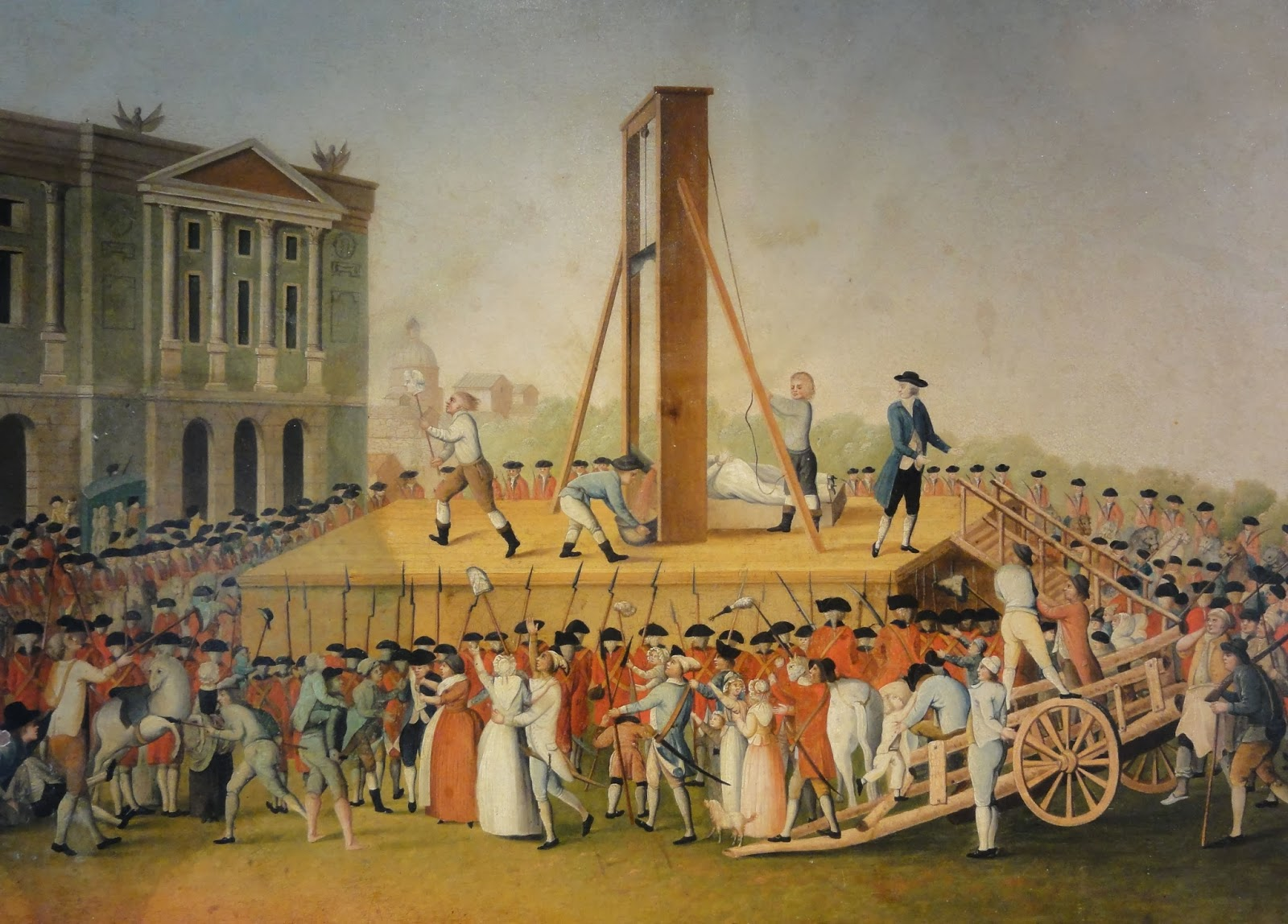
اعدام ماری آنتوانت در ۱۶ اکتبر ۱۷۹۳

گیوتین (به فرانسوی: guillotine) نام دستگاهی است که برای اجرای مجازات اعدام از طریق قطع سر به کار می‌رفت. این دستگاه از یک چارچوب عمودی بلند و یک تیغهٔ معلق تشکیل شده است. تیغه به وسیلهٔ یک طناب بالا برده می‌شود و پس از رها شدن و سقوط روی گردن، سر را به‌سرعت از تن جدا می‌کند. شهرت این دستگاه بیشتر به خاطر استفادهٔ گسترده از آن در کشور فرانسه به‌ویژه در زمان انقلاب فرانسه است، گرچه استفاده از آن تا مدت‌ها پس از انقلاب فرانسه در چندین کشور ادامه یافت. آخرین نفری که در فرانسه با گیوتین اعدام شد، حمیده جندوبی نام داشت مهاجری تونسی الاصل که به جرم تجاوز و قتل زن جوانی به نام الیزابت بوسکه، (Élisabeth Bousquet) به مرگ محکوم شد و در سپتامبر ۱۹۷۷ در مارسی به زیر گیوتین رفت. با این اعدام، پروندهٔ اعدام با گیوتین و به‌طور خاص اعدام در اروپای غربی برای همیشه بسته شد و مجازات اعدام لغو گردید.
پیشینهٔ استفاده از دستگاه‌های مکانیکی -شبیه گیوتین- برای جدا کردن سر از بدن، به قرون وسطی بازمی‌گردد و در ایتالیا، آلمان و انگلستان نمونه‌های گوناگونی وجود داشته است.

## پیشینهٔ نام
نام «گیوتین» از نام خانوادگی پزشک فرانسوی، ژوزف گیوتَن، گرفته شده است. دکتر گیوتَن در تاریخ ۱۰ اکتبر ۱۷۸۹ با پشتیبانی جلاد پاریس، شارل-هانری سانسون، «که به مشکلات فراوانِ گردن زدن با شمشیر واقف بود»، پیشنهاد استفاده از دستگاه مکانیکی جدا کردن سر را مطرح کرد، تا از اعدام‌های «وحشتناک» و «سلبِ و کننده» جلوگیری شود.

## نخستین گیوتینِ نوین
پیانوساز آلمانی، «توبیاس اشمیت» (Tobias Schmidt)، در سال ۱۷۹۲ به دستور جلاد، شارل سانسون، نخستین نمونه‌های کاربردیِ گیوتین را ساخت و کارایی این نمونه‌ها را که تیغه‌ای منحنی شکل داشتند، بر روی گوسفندان و جسد انسان‌ها آزمایش کرد و نتیجه گرفت که تیغهٔ منحنی گردن را کاملاً جدا نمی‌کند. اولین اعدام رسمی به وسیلهٔ دستگاه ثبت اختراع شدهٔ اشمیت در تاریخ ۲۵ آوریل ۱۷۹۲ اجرا شد. دکتر گیوتَن، بابت حق‌الزحمه، اجرتی معادل با ۹۶۰ لیور فرانسه (Livre) به توبیاس اشمیت پرداخت.

## سنگ‌های گیوتین
در حال حاضر سنگ‌هایی نیز با نام گیوتین تولید می‌گردند. این سنگ‌ها که با نام‌های آنتیک یا قیچی نیز شناخته شده‌اند ظاهری مانند آجرهای نما داشته ولی طبیعی و زیبا هستند. دلیل انتخاب نام گیوتین برای این محصول روند تولید آن است. در واقع سنگ‌ها در زیر دستگاهی مانند گیوتین‌های قدیمی قرار می‌گیرند و به دو نیم تبدیل می‌شوند.